# 留紹鎡
留紹鎡（？—？），五代十国时期泉州桃源县留湾（今永春县桃城镇留安社区）人，為南州刺史留從願之子。因留從願的弟弟清源軍節度使留從效無子，留紹鎡和其兄留紹錤被過繼為留從效的养子。
北宋建隆三年七月（962年8月3日—9月1日），留從效去世。当时，留从愿驻守南州，留紹錤到南唐都城金陵進貢，实则作为人质。留紹鎡遂被拥立为清源军留后，统领军务。留紹鎡年紀尚小，無法完全掌控軍政。留紹鎡继位一个多月后，吴越使者抵达泉州，留紹鎡为使者置办晚宴洗尘，统军使陈洪进与统军副使张汉思带兵闯入宴会，将留紹鎡捉住，污蔑他想抛弃南唐，归附吴越，不由分说将他押往金陵。南唐后主李煜封留紹錤为殿直军都虞候，留紹鎡为监门卫中郎将。